# Sint-Alexanderkerk (Xhendelesse)

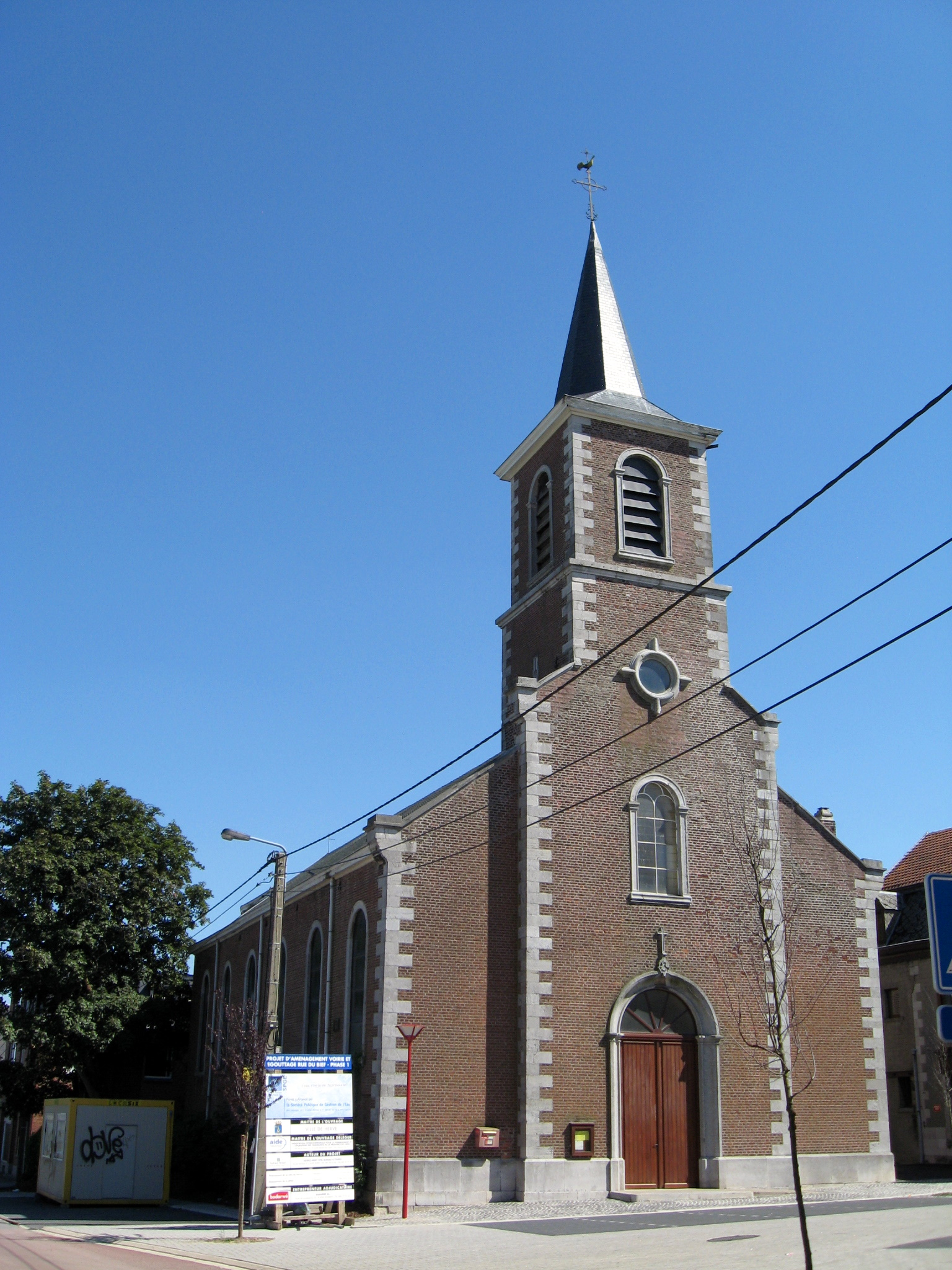
Sint-Alexanderkerk

De Sint-Alexanderkerk is de parochiekerk van het tot de Belgische gemeente Herve behorende dorp Xhendelesse, gelegen aan de Rue du Bief.

## Geschiedenis
Vanouds behoorde Xhendelesse tot de parochie Soiron, en in 1801 werd ze toegevoegd aan de parochie van Grand-Rechain. In 1806 werd Xhendelesse een zelfstandige parochie, gewijd aan Sint-Alexander.
In 1805 werd een kapel gebouwd, maar een definitieve kerk kwam tot stand in 1853-1854, naar ontwerp van Jean-Charles Delsaux.
Het is een bakstenen kerk in neoclassicistische stijl, met kalkstenen omlijstingen en hoekbanden. De driebeukige kerk heeft zes traveeën en een koor met halfronde afsluiting. De ingebouwde toren heeft een achtkante spits.

## Interieur
De reliekschrijn van Sint-Alexander, afkomstig van de Abdij van Stavelot, bevindt zich tegenwoordig in het Jubelparkmuseum te Brussel. Ter compensatie schonk de Belgische staat de zijaltaren en de kruiswegstaties aan de kerk.
Het hoofdaltaar is van 1855, de zijaltaren zijn van 1860. De kruiswegstaties zijn van 1865 en vervaardigd door Ernest Kathelin. Het orgel, vervaardigd door Arnold Clerinx, is eveneens van 1865. De glas-in-loodramen zijn van 1911-1912 en vervaardigd door Heiden. Ook al het overige kerkmeubilair is 19e-eeuws.